# アディティア・ビルラ・グループ
アディティア・ビルラ・グループ (Aditya Birla Group) はインドの企業グループ（コンツェルン）の一つ。ビルラ・ファミリーが支配し、傘下の企業は
アルミ産業のヒンダルコ・インダストリーズ、
携帯電話通信のイデア・セルラー、
セメント及び繊維産業のグラシム・インダストリーズ

などインド経済において重要な位置を占める。イデアにはタタ・グループとAT&Tも出資。